# Пилипы-Александровские
Пилипы-Александровские (укр. Пилипи-Олександрівські) — село в Виньковецком районе Хмельницкой области Украины.
Население по переписи 2001 года составляло 953 человека. Почтовый индекс — 32508. Телефонный код — 3846. Занимает площадь 2,521 км². Код КОАТУУ — 6820686701.

## Местный совет
32509, Хмельницкая обл., Виньковецкий р-н, с. Пилипы-Александровские